# Microberlinia bisulcata
Microberlinia bisulcata (лат.) — вид деревьев рода Microberlinia семейства Бобовые. Произрастает только в Камеруне.

## Ареал, условия произрастания и экология
Микроберлиния бисульката является эндемиком прибрежных дождевых тропических лесов Камеруна, где образует сплошные древостои с хорошей возобновляемостью.
Это эктомикоризный вид, играющий важную роль в обмене фосфора.

## Использование
Используется как источник ценной древесины под названием зебрано.

## Природоохранный статус и мероприятия
Это дерево активно вырубается из-за своей ценной древесины, имеющей высокую цену на международном рынке, что ставит его под угрозу. Предпринимаются мероприятия по сохранению в местах естественного произрастания в национальном парке Коруп, там же проводятся экологические и физиологические исследования этого вида. Кроме того, предпринята попытка его интродукции за пределами естественного ареала на лесной исследовательской станции в Кумбу (Камерун).